# Dean Huiberts
Dean Huiberts (Kampen, 4 mei 2000) is een Nederlands voetballer die als middenvelder voor het Belgische Beerschot VA speelt.

## Carrière
Huiberts begon te voetballen bij DOS Kampen, hier werd hij opgepikt door FC Twente en bleef hij tot de zomer van 2018 in de jeugdafdeling voetballen. In 2018 maakte hij de overstap naar PEC Zwolle. Op 14 juni tekende hij zijn eerste profcontract voor drie jaar bij de Zwolse club. Op 11 augustus 2019 maakte hij de debuut in het profvoetbal in de wedstrijd tegen FC Utrecht. Na de promotie in de zomer van 2023 kwam Huiberts op de bank terecht, waarna hij in januari 2024 werd uitgeleend aan Beerschot VA. In de zomer vertrok hij opnieuw naar Beerschot, ditmaal definitief. In vijf seizoenen speelde hij 98 wedstrijden en scoorde daarin 7 keer voor de Zwollenaren.

## Carrièrestatistieken
| Seizoen                     | Club            | Land            | Competitie      | Competitie | Competitie | Beker | Beker | Internationaal | Internationaal | Overig | Overig | Totaal | Totaal |
| Seizoen                     | Club            | Land            | Competitie      | Wed.       | Dlp.       | Wed.  | Dlp.  | Wed.           | Dlp.           | Wed.   | Dlp.   | Wed.   | Dlp.   |
| --------------------------- | --------------- | --------------- | --------------- | ---------- | ---------- | ----- | ----- | -------------- | -------------- | ------ | ------ | ------ | ------ |
| 2019/20                     | PEC Zwolle      | Nederland       | Eredivisie      | 11         | 0          | 2     | 0     | –              | –              | 0      | 0      | 13     | 0      |
| 2020/21                     | PEC Zwolle      | Nederland       | Eredivisie      | 29         | 0          | 1     | 0     | –              | –              | 0      | 0      | 30     | 0      |
| 2021/22                     | PEC Zwolle      | Nederland       | Eredivisie      | 17         | 1          | 1     | 1     | –              | –              | 0      | 0      | 18     | 2      |
| 2022/23                     | PEC Zwolle      | Nederland       | Eerste divisie  | 29         | 5          | 2     | 0     | –              | –              | 0      | 0      | 31     | 5      |
| 2023/24                     | PEC Zwolle      | Nederland       | Eredivisie      | 5          | 0          | 1     | 0     | –              | –              | 0      | 0      | 6      | 0      |
| 2023/24                     | → Beerschot VA  | België          | Eerste klasse B | 10         | 0          | –     | –     | –              | –              | 0      | 0      | 10     | 0      |
| 2024/25                     | Beerschot VA    | België          | Eerste klasse A | 0          | 0          | 0     | 0     | –              | –              | 0      | 0      | 0      | 0      |
| Carrière totaal             | Carrière totaal | Carrière totaal | Carrière totaal | 101        | 6          | 7     | 1     | 0              | 0              | 0      | 0      | 108    | 7      |
| Bijgewerkt tot 16 juli 2024 |                 |                 |                 |            |            |       |       |                |                |        |        |        |        |

## Privéleven
Dean Huiberts is het neefje van voormalig voetballer Max Huiberts.